# Хангъл
Хангъл (한글) е азбуката, чрез която се изписва корейският език. Представлява отделен скрипт от ханча, която е логографски вариант на китайската писменост, използвана за изписването на корейския език. Създадена е през 1443 г. от четвъртия владетел от династията Чосон Седжонг Велики и днес е официална в КНДР, Република Корея и автономната префектура Янбиан в Китай, населена с корейци. В КНДР азбуката се нарича чосонгъл (조선글). Състои се от 14 основните съгласни и 10 основните гласни знаци.
Съвременното наименование хангъл (на корейски: 한글) е създадено от Джу Шигьонг през 1912 г. Хан (на корейски: 한) на старокорейски означава „велик“, а „гъл“ (на корейски: 글) е корейската дума за „писмо, писменост“. Han може да се разбира и като синокорейската дума 韓 „корейски“, и така името може да бъде тълкувано като „корейска писменост“ или „велика писменост“.

## Наименования

### Официални наименования
- Съвременното наименование хангъл (на корейски: 한글) е въведено от Джу Шигьонг през 1912 г.
- В Северна Корея е разпространено названието чосъонгъл (на корейски: 조선글), поради факта, че Корея е наричана Чосъон.
- Според учените първоначално азбуката се е наричала хунмин чъонгъм (на корейски: 훈민정음 или 訓民正音.

### Други наименования
- Уригъл (на корейски: 우리글), „наша писменост“ – името се ползва едновременно в двете части на Корея.
- Куксо (на корейски: 국서 / 國書) и кукмун (на корейски: 국문 / 國文), „национална писменост“ – тези наименования са ползвани в началото на 20 век, но днес се смятат за остарели.

До началото на 20 век в литературата хангъл практически не се е употребявал. Смятало се е, че е доста прост и недостоен за употреба. Вместо него се е използвала китайската форма ханча. Поради това литературният елит в Корея е наричал хангъл и с надменните имена:
- Онмун (на корейски: 언문 или 諺文; „народна писменост“).
- Амгъл (на корейски: 암글; „женска писменост“). 암, вероятно, произхожда от йероглифа 陰, ин, който е поставен пред съществителното, обозначаващо женски род.
- Ахеткъл (на корейски: 아햇글 или на корейски: 아해글; „детска писменост“).

Тези названия днес се смятат за остарели. Ханча днес се използва рядко в Южна Корея и практически е излязла от употреба в Северна.

## История
Хангъл е създаден от група корейски учени през 1443 г. по заповед на четвъртия владетел от династията Чосон Седжон Велики.
Съществува и легенда, според която хангъл е създаден от будисткия монах Сол Чхон. През 15 век будистката литература се е радвала на особена популярност, като от нея значителна част била на тибетски език и санскрит написана на брахми.
Хангъл, подобно на индийските разновидности на писменост, е фонетична писменост, при която на всеки звук съответства и знак. Някои от знаците в хангъл са сходни на деванагари. Според лингвиста Хари Ледярд един от източниците за създаване на хангъл е монголската квадратна писменост, създадена от Пагба лама.
В основни линии хангъл бил завършен в края на 1443 или началото на 1444 г. През 1446 г. е публикуван в документ, озаглавен „Хунмин Чъонгъм“ (Наставления към народа за правилните звуци). Азбуката е наречена на този документ, а денят, в който е издаден (9 октомври), се отбелязва като „Ден на хангъл“ в Южна Корея. В Северна Корея аналогично, датата е 15 януари.
Според всеизвестно корейско предание Седжон Велики е измислил общите линии на знаците, след като е сънувал заплетена риболовна мрежа. Чисто фолклорната основа на преданието получила и потвърждение през 1940 г. при откриването на документ от 1446 г., озаглавен „Хунмин Чонгъм Херйе“. Според него се посочва каква е причината буквите да са с такава форма. Съгласните се определят от позицията на артикулационната фонетика, а гласните – от позицията на философията ин и ян и хармонията на гласните. Седжонг обяснявал, че създал корейската азбука в отговор на нуждата от това корейският език да се изписва на своя писменост, различна от китайската. Корейският език се отличава от китайския и употребата на китайските йероглифи се оказва невъзможна. По това време грамотни били само мъжете от аристократичните слоеве на обществото. Всички останали били неграмотни.
В същото време хангъл среща и сериозна съпротива от литературния елит на Корея. За единствена писменост, която да пресъздава корейския език, те признавали единствено ханча. По-късно управителите на страната постепенно охладнели към употребата на хангъл. Десетият цар от династия Чосъон Йонсангун забранил изучаването на хангъл през 1504 г., както и забранил използването му при изготвянето на царски документи. Така хангъл останал да се използва единствено от жените и малограмотните слоеве от населението.
В края на 19 век, след опитите на Япония да разпространи своето влияние на Корейския полуостров, в страната набира подем национално движение. В резултат на това хангъл става национален символ. След реформата Кабо (на корейски: 갑오 개혁 или 甲午改革) през 1894 г. хангъл за първи път започва да се използва при изготвянето на официални документи. През 1910 г. Япония анексира Корея. В противодействие на окупацията хангъл се преподава в корейските училища. Така корейците успяват да се противопоставят на политиката на културна асимилация от страна на своя окупатор. Хангъл се превръща в стандартен език на 29 септември 1933 г. През 1940 г. е издадена и система за транскрибиране на хангъл на други езици. През този период корейската писменост се изписвала смесено – на хангъл и ханча. С това наподобявала японската система, като лексикалните корени се изписвали на ханча, а граматическите – на хангъл.
След като през 1945 г. страната получава независимост от Япония, хангъл влиза официално в употреба в качеството си на официална писменост. Смесената форма на употреба с ханча отстъпва място, като днес употребата му може да бъде наблюдавана единствено при заглавия във вестниците, лозунги и рекламни пана на заведения за обществено хранене.
Успоредно с опитите за културно влияние на Япония над Корея през 1930-те години са правени опити за романизация на корейския език и употребата на латинската азбука в писмената му форма. В средата на 1950-те години руският професор Александър Холодович разработва система за транскрипция на хангъл към употребата му на кирилица. Скоро след това системата е доразработена и от Лев Концевич, поради което е наречена Система на Концевич.
- ㄱ (giyeok)
- ㄴ (nieun)
- ㄷ (digeut)
- ㄹ (rieul)
- ㅁ (mieum)
- ㅂ (bieup)
- ㅅ (siot)
- ㅇ (ieung)
- ㅈ (jieut)
- ㅊ (chieut)
- ㅋ (kieuk)
- ㅌ (tieut)
- ㅍ (pieup)
- ㅎ (hieut)
- ㅏ (a)
- ㅐ (ae)
- ㅓ (eo)
- ㅔ (e)
- ㅗ (o)
- ㅜ (u)
- 一 (eu)